# Anomalon planobucca
Anomalon planobucca là một loài tò vò trong họ Ichneumonidae.